# De cujus
De cujus é uma expressão forense que se usa no lugar do nome do falecido, e autor da herança, nos termos de um inventário.
Usa-se "de cujus" para masculino e feminino, singular e plural, portanto não recebe flexão de gênero nem de número.
Expressão latina, derivada de "de cujus sucessione agitur", literalmente: "[daquele] de cuja sucessão se trata", utilizada na área jurídica para designar o falecido, usada comumente como sinônimo de 'pessoa falecida', numa elipse substitutiva de 'defunto' ou 'morto'. Situa-se, portanto, no contexto do direito sucessório, do caso daquela pessoa falecida, que deixou bens, e cuja sucessão (direito de herança) é regulada pelas normas jurídicas.
1. 1 2 3  «"De Cujus"». Tribunal de Justiça do Distrito Federal e dos Territórios. Consultado em 18 de fevereiro de 2024